# City Hall (película)
City Hall es una película de drama político estadounidense de 1996 dirigida por Harold Becker, escrita por Kenneth Lipper, Paul Schrader, Nicholas Pileggi y Bo Goldman, y protagonizada por Al Pacino, John Cusack, Bridget Fonda y Danny Aiello. Es la segunda colaboración de Becker con Pacino, después de haberlo dirigido en Sea of Love (1989).

## Trama
En la ciudad de Nueva York, el detective Eddie Santos y la figura de la mafia Tino Zapatti se matan en un tiroteo; una bala perdida también mata a un niño que se encontraba en el lugar. A raíz de la tragedia, surgen preguntas sobre por qué el juez Walter Stern, un viejo amigo del ambicioso alcalde John Pappas, había puesto previamente en libertad condicional al criminal responsable. El leal asistente del alcalde, Kevin Calhoun, decide investigar en busca de respuestas. Mientras tanto, la asistente legal Marybeth Cogan descubre una conspiración para difamar a Santos.
La investigación de Calhoun lo conduce a Frank Anselmo, un político de Brooklyn que tiene conexiones con el tío de Tino, el jefe criminal Paul Zapatti. A pedido de Zapatti, Anselmo planta dinero para incriminar a Santos. Calhoun y Cogan continúan buscando la verdad a través de varias fuentes, incluida la pareja de Santos y otro pariente de Zapatti. Después del asesinato del oficial de libertad condicional Larry Schwartz, finalmente concluyen que el juez Stern tenía que estar involucrado. Pappas está de acuerdo en que Stern debe renunciar.
El escándalo crece hasta el punto de que Zapatti le ordena a Anselmo que se suicide en lugar de convertirse en un informante o ir a la cárcel. Para proteger a su familia, Anselmo se suicida. Calhoun descubre pruebas de que Pappas reunió a Stern con Anselmo para recibir un soborno y dejar libre al joven Zapatti. Calhoun pronto le dice a Pappas que solo hay una opción: renunciar como alcalde y dejar la política para siempre.

## Reparto
- Al Pacino - Alcalde John Pappas
- John Cusack - Kevin Calhoun
- Danny Aiello - Frank Anselmo
- Bridget Fonda - Marybeth Cogan
- Anthony Franciosa - Paul Zapatti
- Martin Landau - Juez Walter Stern
- David Paymer - Abe Goodman
- Richard Schiff - Larry Schwartz
- Harry Bugin - El camarero Morty
- Fritz Hollings - Senador Marquand

## Recepción

### Crítica
City Hall obtuvo un porcentaje de aprobación del 56 % en el agregador de reseñas Rotten Tomatoes, según 25 críticas. Roger Ebert le dio a la película dos estrellas y media sobre cuatro y escribió: «Muchas de las partes de City Hall son tan buenas que el conjunto debería sumar más, pero no es así».

### Taquilla
La película se estrenó el 16 de febrero de 1996 en 1815 salas. Debutó en el número cuatro en la taquilla de Estados Unidos, recaudando 8 millones de dólares. En su segundo fin de semana, alcanzó en el número seis, recaudando 13,8 millones de dólares. La película recaudó 20,3 millones en Estados Unidos y Canadá y 13,1 millones a nivel internacional, un total mundial de 33,4 millones de dólares.